# Grande Selo dos Estados Unidos
O Grande Selo dos Estados Unidos é usado para autenticar certos documentos emitidos pelo governo federal dos Estados Unidos. A frase é usada tanto para o próprio selo físico, que é mantido pelo Secretário de Estado dos Estados Unidos, quanto para o design impresso nele. O Grande Selo foi usado pela primeira vez em 1782.
A frente do Grande Selo representa o brasão nacional dos Estados Unidos. O brasão de armas é usado em documentos oficiais - incluindo passaportes dos Estados Unidos - insígnias militares, cartazes da embaixada e várias bandeiras. Como brasão, o design tem cores oficiais; o próprio Grande Selo físico, como afixado no papel, é monocromático. 
 Desde 1935, os dois lados do Grande Selo aparecem no verso da nota de um dólar. O Selo do Presidente dos Estados Unidos baseia-se diretamente no Grande Selo, e seus elementos são usados em vários órgãos governamentais e selos estaduais.
As versões oficiais de hoje do Departamento de Estado permanecem praticamente inalteradas em relação aos desenhos de 1885. A versão atual do reverso foi feita por Teagle & Little, de Norfolk, Virgínia, em 1972. É quase idêntico às versões anteriores, que por sua vez foram baseadas na versão de 1856 de Lossing.

## Descrição

### Frente
O verso do Grande Selo é considerado o brasão de armas dos Estados Unidos. O escudo, apesar de frequentemente representado de forma errada, possui duas principais divergências com a Bandeira americana. Primeiramente, o escudo Grande Selo não possui estrelas no topo azul. Além disto, ao contrário da bandeira americana, o Grande Selo tem as faixas maiores em branco, visando não ferir as regras de heráldica.

O suporte do escudo é uma águia-de-cabeça-branca, também conhecida como "águia-americana", com suas asas abertas. A águia segura um feixe de 13 flechas em sua garra esquerda, representando os 13 estados originais. Na garra direita, a águia segura um ramo de oliveira, um símbolo da paz. Apesar não especificado por lei, o ramo de oliveira é representado com exatamente 13 folhas e 13 oliveiras, também em alusão aos 13 estados originais. A águia está com a cabeça virada para o ramo de oliveira, simbolizando a preferência dos Estados Unidos pela paz. No bico, a águia tem presa uma faixa com o lema em latim: E pluribus unum (De muitos, um). Acima da cabeça da águia, há uma glória circundando um campo azul com 13 estrelas prateadas. Na versão atual do Grande Selo, as estrelas são dispostas em 5 fileiras na quantidade "1-4-3-4-1", formando um hexagrama.

Verso mostra "A pirâmide inacabada. No zênite, um olho em um triângulo, cercado por uma glória própria" e os lemas Annuit cœptis e Novus ordo seclorum

### Verso

A frente mostra as armas nacionais dos Estados Unidos

Uma resolução de 1782 do Congresso que adota o Grande Selo descreve o reverso como "uma pirâmide inacabada. No zênite, um olho sobre em um triângulo, circundados por uma glória". A pirâmide é convencionalmente exibida com 13 camadas de tijolos em referência aos 13 estados originais. A adoção da resolução prevê a inscrição na base com a data "MDCCLXXVI" (1776), o ano da Declaração de Independência dos Estados Unidos. No topo do selo há duas inscrições: Annuit cœptis e Novus ordo seclorum. Significam, respectivamente: "Ele aprova nossos empreendimentos" e "Nova Ordem dos Séculos". O verso nunca foi disposto oficialmente como um selo, mas aparece na nota de 1 dólar.
| Imagem | Criação | Descrição |
| ------ | ------- | --- |
|        | 1782    | O primeiro dado foi feito de latão e media 5 2/40 centímetros enquanto media dois centímetros de espessura. |
|        | 1825    | Começando com a ratificação do Tratado de Ghent, os Estados Unidos começaram a usar selos pendentes em tratados, onde o selo é impresso em um disco de cera separado e anexado ao documento com cabos. Embora o lado oposto do selo tenha sido projetado para esse fim, um dado ainda não foi feito, mas a frente foi impresso em um lado apenas usando o dado regular. No entanto, isso não estava de acordo com a tradição europeia de usar selos muito maiores para tratados. Para resolver isso, Seraphim Masi, de Washington DC, foi convidado a projetar um selo maior especificamente para tratados. |
|        | 1841    | Com o tempo, o selo original ficou desgastado e precisou ser substituído. John Peter Van Ness Throop, de Washington DC gravou um novo dado em 1841, que também é conhecido como "selo ilegal" porque apenas seis flechas são mostradas em vez das necessárias 13. Throop também escolheu usar estrelas de cinco pontas, apesar de manter o arranjo de seis pontas, uma mudança que continuou em todos os dados subsequentes. Outras mudanças incluem uma águia mais vigorosa e sem crista, a remoção das folhas de acanto, uma aglomeração geral do desenho para cima, uma forma diferente do escudo e frutas no ramo de oliveira (quatro azeitonas). |
|        | 1877    | O Centenário dos Estados Unidos em 1876 havia renovado o interesse em símbolos nacionais, e artigos apareciam notando as irregularidades no selo de 1841. No entanto, quando chegou a hora de substituir a matriz desgastada de 1841, o Departamento de Estado manteve o mesmo design. |
|        | 1885    | No início de 1881, o Departamento de Estado começou a responder às críticas ao selo, resultando primeiro em uma medalha comemorativa do centenário de 1882 e, em seguida, com o Secretário de Estado Frederick Frelinghuysen pedindo recursos para criar um novo design e morre tanto o inverso quanto o inverso. em 11 de janeiro de 1884, depois de obter estimativas do custo. O Congresso acabou apropriando US$ 1 000 para esses propósitos em 7 de julho de 1884. O contrato de design foi para a Tiffany & Co. Theodore F. Dwight, chefe do Bureau de Rolls e da Biblioteca do Departamento de Estado, supervisionou o processo. Ele contratou vários consultores para considerar o design do ponto de vista histórico, heráldico e artístico. Entre eles estavam Justin Winsor, um estudioso histórico, Charles Eliot Norton, professor de Harvard, William H. Whitmore, autor de Elements of Heraldry, John Denison Chaplin, Jr., especialista em gravura e editor associado da American Cyclopædia, o escultor Augustus Saint. -Gaudens, o ministro unitário Edward Everett Hale e até o botânico Asa Gray para ajudar no ramo de oliveira. O designer-chefe de Tiffany, James Horton Whitehouse, foi o artista responsável pelo design real. |
|        | 1904    | Depois de apenas 17 anos, o selo não estava mais causando uma boa impressão (provavelmente devido a uma contra-matriz gasta). Em 1º de julho de 1902, o Congresso aprovou uma lei para apropriar US$ 1 250 para que o selo fosse refeito. Houve alguma discussão entre as autoridades do Departamento de Estado sobre a possibilidade de refazer o design novamente, mas, considerando o pensamento da versão de 1885, decidiu-se recriar esse design. O Congresso renovou a lei em 3 de março de 1903, uma vez que nenhuma ação havia sido tomada e, desta vez, especificou que ela seria recortada do modelo existente que encerrou qualquer discussão adicional. |